# ВТТ «ЕН»
ВТТ «ЕН» (рос. ИТЛ «ЕН», ИТЛ и нефтеразведочная экспедиция) — підрозділ, що діяв в структурі управлінь промислового будівництва і виправно-трудових таборів СРСР.
Час існування: організований 10.01.51;

закритий 14.05.53 — перейменований в Мостовське ТВ

## Підпорядкування і дислокація
- ГУЛПС з 10.01.51;
- ГУЛАГ МЮ з 02.04.53.

Дислокація: ст. Делятин Львівської залізниці (Українська РСР, Станіславська, нині Івано-Франківська область)

## Виконувані роботи
- буд-во «нафторозвідувальної експедиції»[1], дизельної електростанції,
- буд-во бетонорозчинного з-ду,
- проходка тунелів, монтажні та оздоблювальні роботи

## Чисельність з/к
- 15.03.53 — 2533,
- 01.05.53 — 2097